# Rhipidia isospilota
Rhipidia isospilota là một loài ruồi trong họ Limoniidae. Chúng phân bố ở miền Cổ bắc.